# Old Man of Storr

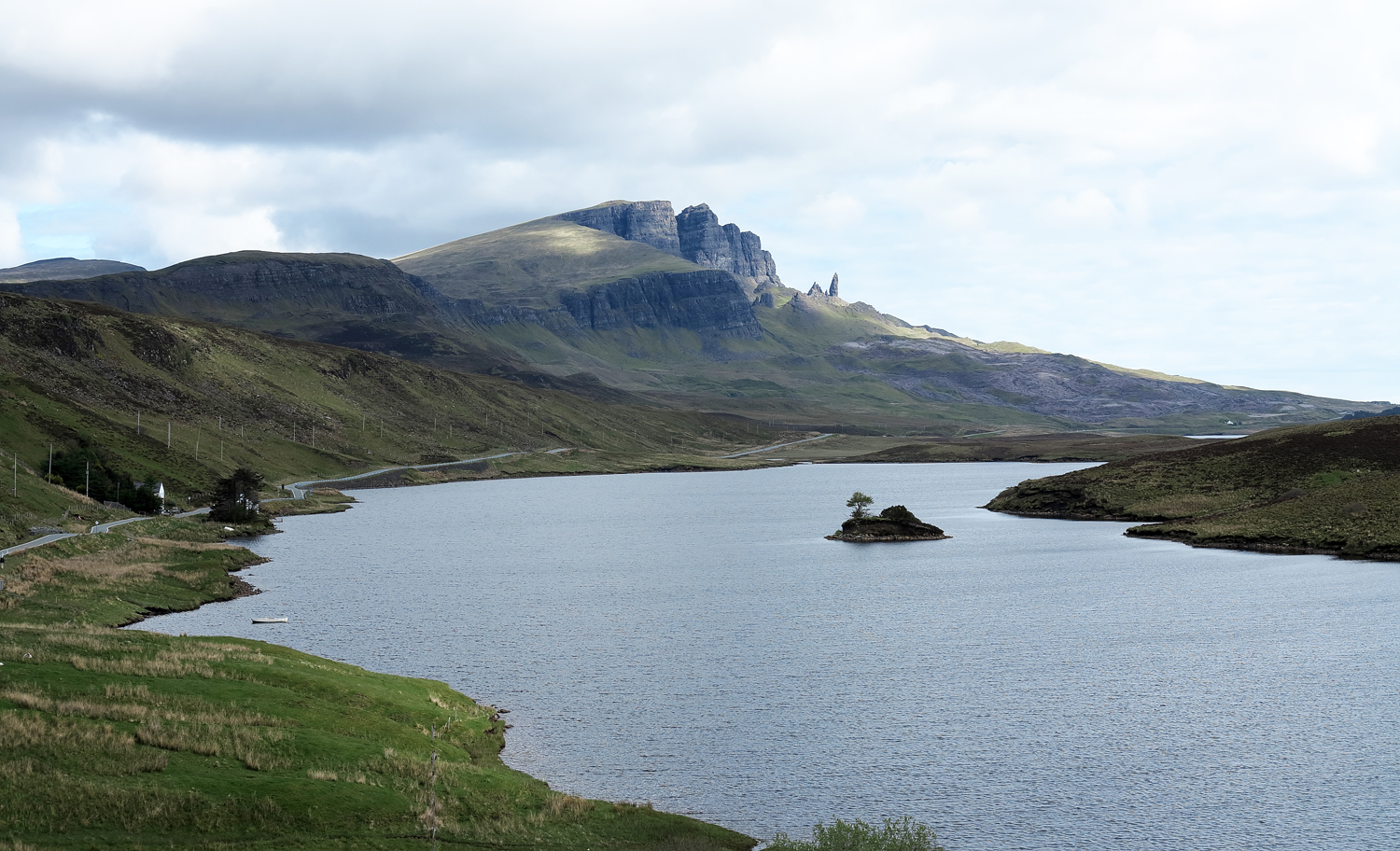
The Storr und Old Man of Storr von Süden gesehen, im Vordergrund Loch Leathan, am linken Ufer die A855

Der Old Man of Storr (schottisch-gälisch Bodach an Stòrr) ist eine 48 Meter hohe Felsnadel auf der zu den Inneren Hebriden gehörenden schottischen Insel Skye. Sie liegt auf der Halbinsel Trotternish, etwa zehn Kilometer nördlich der Inselhauptstadt Portree, und ist eine der bekanntesten Sehenswürdigkeiten der Insel. Der Name Storr kommt aus dem Altnordischen und bedeutet Groß oder Gipfel.

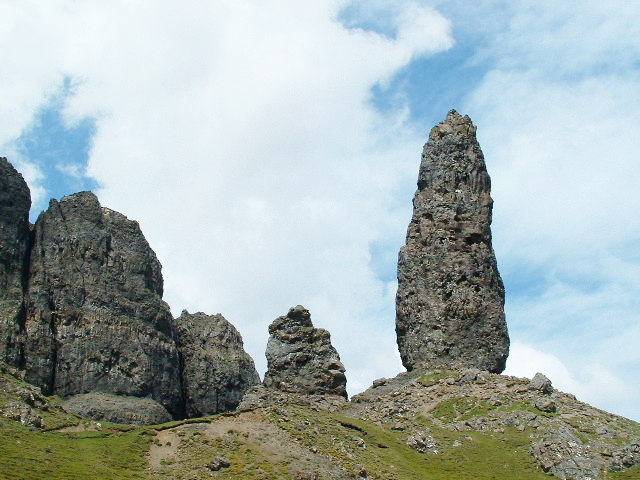
Der Old Man of Storr (rechts)

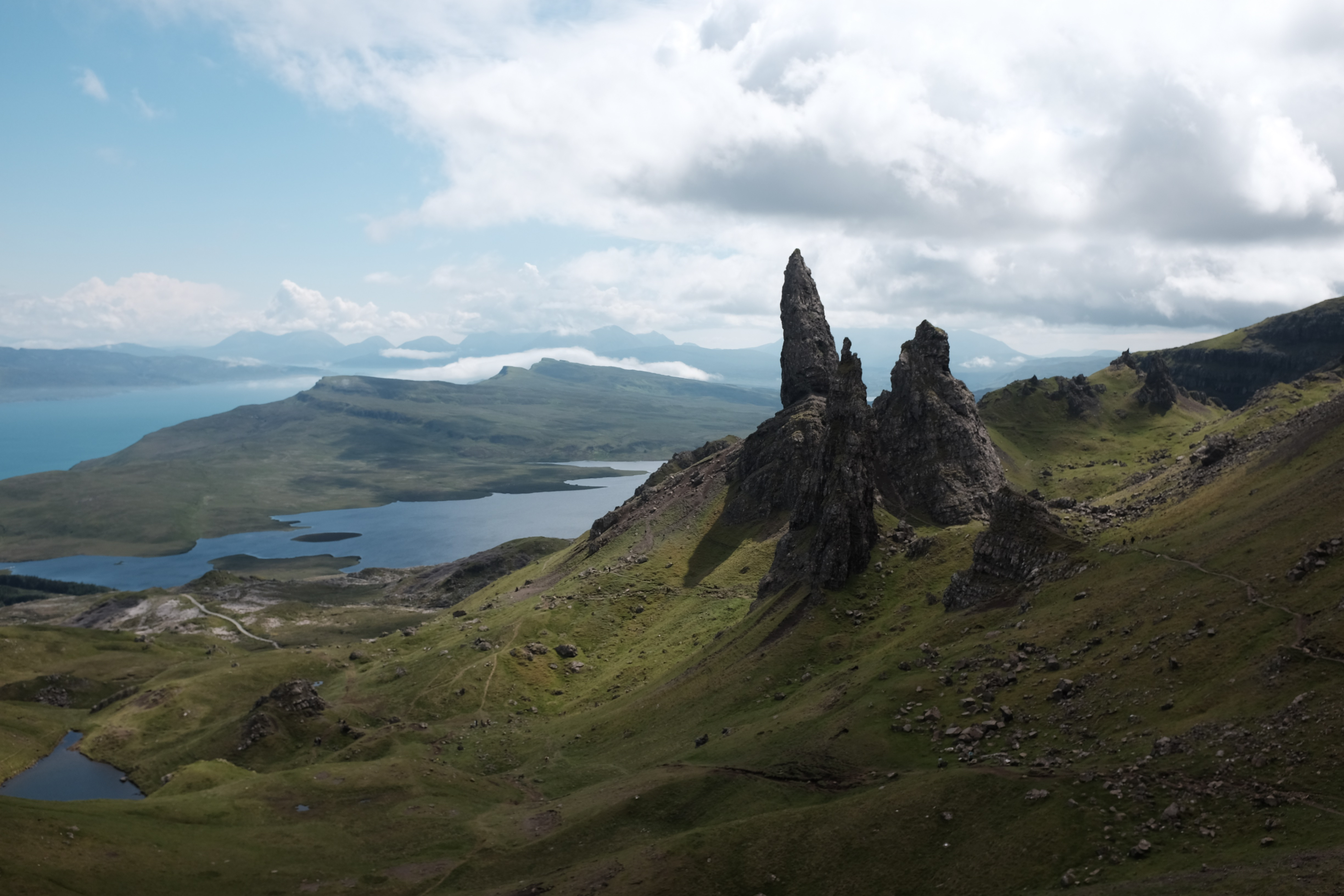
Ansicht von Norden auf The Storr, Loch Leathan, und den Sound of Raasay

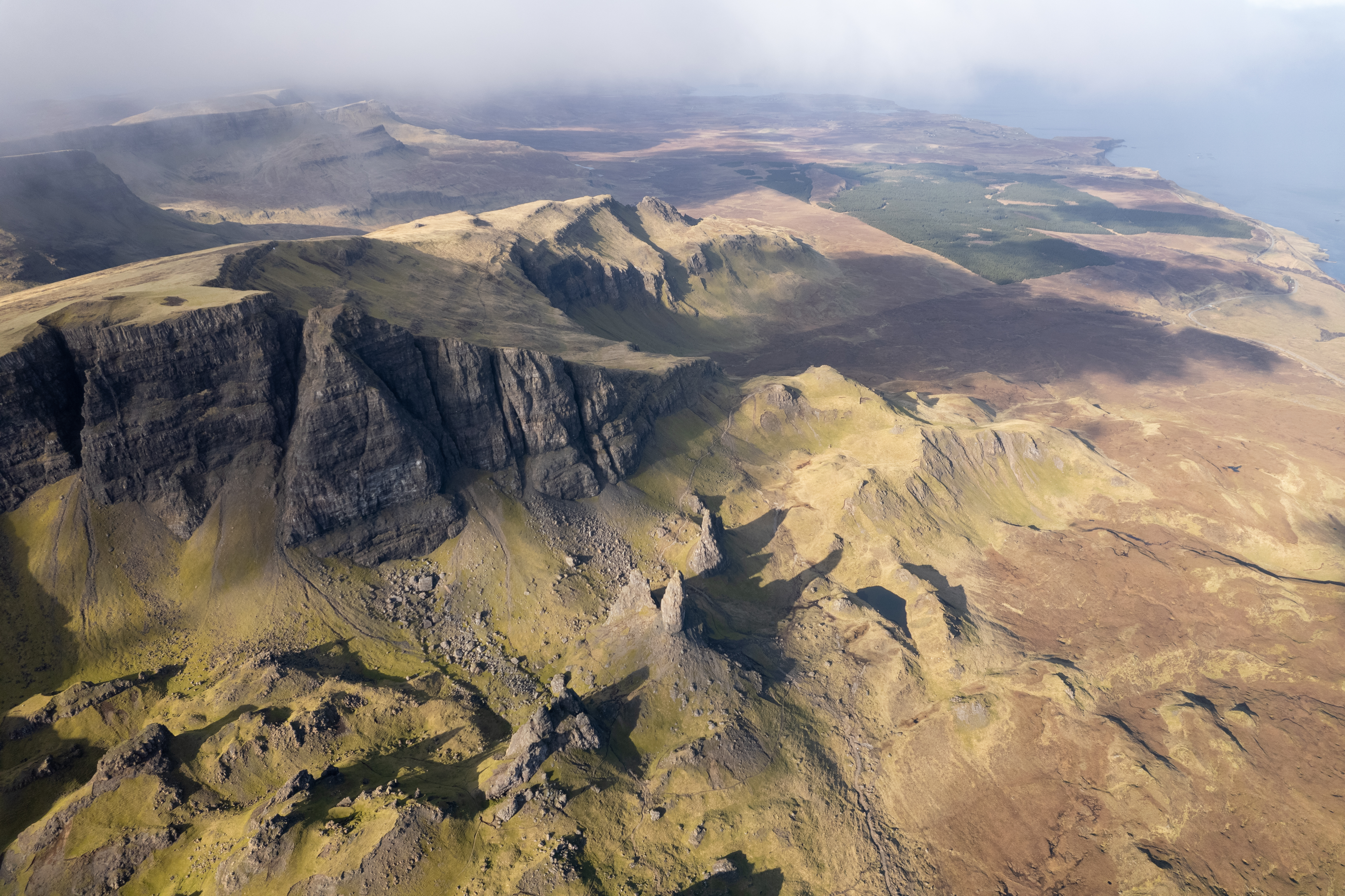
The Old Man of Storr und The Storr aus der Luft

Die Halbinsel Trotternish besteht wie der größte Teil von Skye aus tertiären Basaltgesteinen, die auf älteren Sedimenten aus dem Jura aufliegen. Etwa in der Mitte der Halbinsel verläuft in Nord-Süd-Richtung eine deutlich sichtbare, nach Osten abfallende Abbruchkante. In diesem Bereich gaben die tieferen Sedimente dem Gewicht des Basalts nach, was zu enormen Erdrutschen führte. Die abrutschenden Gesteine bildeten auf der Ostseite der Abbruchkante teilweise bizarre und labyrinthartige Felsstrukturen, so etwa der am nördlichen Ende von Trotternish liegende Quiraing.
Im Bereich des höchsten Punkts der Abbruchkante, dem 719 Meter hohen The Storr (oder Storr), bildeten sich unterhalb verschiedene Felsen und Felsnadeln, deren auffälligste der Old Man of Storr ist. Der felsdurchsetzte Bereich unterhalb der Abbruchkante bis zum Old Man wird auch als The Sanctuary bezeichnet.
Dem Old Man benachbart stehen weitere Felsnadeln, die gelegentlich als seine Familie bezeichnet werden, eine früher als seine Frau bezeichnete Felsnadel ist allerdings bereits vor Jahren eingestürzt. Nach einer Legende suchten ein alter Mann und seine Frau in der Gegend nach einer entlaufenen Kuh. Dabei trafen sie auf Riesen, vor denen sie flüchteten. Während der Flucht warfen sie einen Blick zurück und wurden daraufhin versteinert.
Am Old Man of Storr befindet sich die Typlokalität für das seltene Mineral Gyrolith.
Erstmals bestiegen wurde der Old Man 1955 durch die britischen Bergsteiger Don Whillans und James Barber. Sie stuften die Route als very severe („sehr schwer“) ein, aufgrund des relativ brüchigen Basalts wurde sie seither nur selten wiederholt. Der gelegentlich als überdimensionaler Hinkelstein beschriebene Old Man und seine Umgebung dienten bereits mehrfach als Filmkulisse, zuletzt 2012 für den Science-Fiction-Film Prometheus – Dunkle Zeichen von Ridley Scott und den Fantasyfilm Snow White and the Huntsman.